# Jaśoda

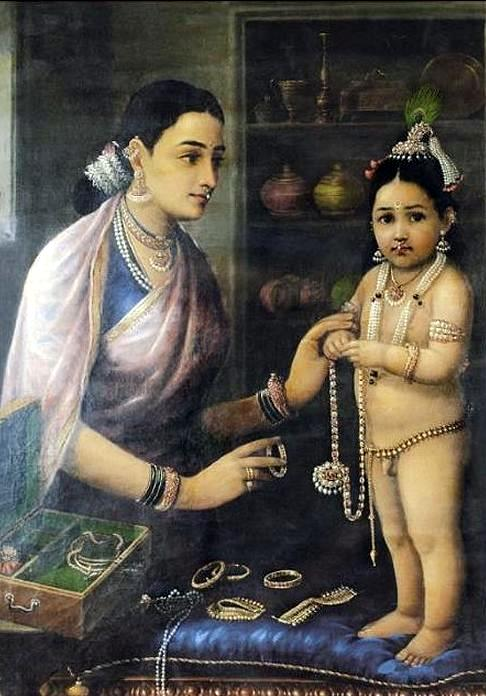
Jaśoda stroi małego Krysznę

Jaśoda – w Mahabharacie wychowawczyni, przybrana matka i opiekunka Kryszny, żona pobożnego pasterza Nandy z Gokuli w północnych Indiach, małej miejscowości położonej w pobliżu świętej rzeki Jamuny i mitycznego lasu Vrindavan.
Według przepowiedni, ósme dziecko Dewaki, kuzynki niegodziwego króla Kansy z Mathury miało zgładzić monarchę. Ponieważ dzieckiem tym okazał się być Kryszna, matka postanowiła oddać je na przechowanie pasterzom z drugiego brzegu Jamuny. Tej nocy nieskalana Jaśoda urodziła dziewczynkę. Wasudewa, mąż Dewaki, bezpiecznie przeniósł bóstwo do wioski Jaśody i podmienił jej dzieci, dzięki czemu uratował Krysznę od śmierci z rąk zrozpaczonego króla, który właśnie dowiedział się od Jogaindry, że przyszła na świat istota, która go zgładzi.